# Tokooos II
Albums de Fally Ipupa
Control
(2018)
Singles
1. Ça bouge pas
Sortie : 13 décembre 2019
2. Message
Sortie : 21 octobre 2020
3. Likolo (feat. Ninho)
Sortie : 27 novembre 2020

Tokooos II est le sixième album studio du chanteur congolais Fally Ipupa sorti le 18 décembre 2020 sur le label Elektra France, et distribué par Warner Music France.

## Genèse, composition et production
Alternant désormais entre albums rumba et albums international et trois mois après la sortie de son cinquième album studio Control en novembre 2018, il annonce le 11 mars 2019 qu'il prépare la suite de son premier album international Tokooos paru en juillet 2017 et que cette suite se prénommera Tokooos II.
Durant l'année 2019 et simultanément à la préparation de Tokooos II, il continue de promouvoir son album rumba Control à travers la publication en ligne de quelques clips. Néanmoins, plusieurs médias, dont son nouveau média "TokooosFan" font état de la participation des artistes Youssoupha et Bramsito en featuring sur l'album, mais en réalité, ils accompagnent Fally sur l'écriture des chansons de son album,.
Après leur première collaboration À Kinshasa sur l'album Destin de Ninho, une seconde collaboration produite par les beatmakers Dany Synthé et Seysey est annoncé en mai 2020 pour l'album de Fally. S'ensuivent plusieurs mois de studio dont la publication d'un extrait de la production de la chanson Amore avec le beatmaker Dany Synthé en juillet 2020.
Entre-temps, il dévoile le 19 juin 2020 le générique Allô téléphone présenté lors de son concert à l'AccorHotels Arena de février 2020 et participe au titre FAIS ÇA BIEN du rappeur belgo-congolais Damso sur l'album QALF. 
Le nom du projet, la cover et la tracklist sont dévoilés le 23 novembre 2020. Le projet se compose de seize titres, six titres bonus sont ajoutés sur la version physique. L'album suit la trajectoire de son précédent opus international Tokooos avec un style entièrement urbain avec un mélange de R&B, de rumba, d'afropop, zouk et de rap mais contenant beaucoup plus de sonorités congolaises notamment sur les titres Milolo, Likolo, Santé, Animation, et Message. 
L'album contient plusieurs collaborations notamment avec Ninho, M. Pokora, Dadju et Naza.
La réédition de l'album, Tokooos II Gold, est publiée le 25 février 2022 et contient quinze titres inédits.

## Promotion
Le premier extrait, Ça bouge pas, est dévoilé le vendredi 13 décembre 2019. Le second extrait, Message, est dévoilé le mercredi 21 octobre 2020. Il y contient un sample de la chanson Non composé par Franco Luambo et interprété par Madilu System. Le troisième et dernier extrait avant la sortie de l'album, Likolo en featuring avec Ninho, est dévoilé le vendredi 27 novembre 2020 et a été annoncé le 23 novembre 2020 en même temps que l'annonce de la sortie de l'album.

## Clips Vidéos
- Ça bouge pas, dévoilé le 13 décembre 2019.
- Message, dévoilé le 21 octobre 2020.
- Likolo (feat. Ninho), dévoilé le 27 novembre 2020.
- Un coup (feat. Dadju), dévoilé le 19 décembre 2020.
- Juste une fois (feat. M. Pokora), dévoilé le 19 février 2021.
- Amore, dévoilé le 14 mai 2021.
- Animation, dévoilé le 16 juillet 2021.
- Santé, dévoilé le 17 septembre 2021.

## Liste des titres
| Édition numérique de Tokooos II | Édition numérique de Tokooos II  | Édition numérique de Tokooos II                  | Édition numérique de Tokooos II | Édition numérique de Tokooos II | Édition numérique de Tokooos II | Édition numérique de Tokooos II | Édition numérique de Tokooos II | Édition numérique de Tokooos II | Édition numérique de Tokooos II |
| No                              | Titre                            | Compositeur(s)                                   | Durée                           |                                 |                                 |                                 |                                 |                                 |                                 |
| ------------------------------- | -------------------------------- | ------------------------------------------------ | ------------------------------- | ------------------------------- | ------------------------------- | ------------------------------- | ------------------------------- | ------------------------------- | ------------------------------- |
| 1.                              | Milolo                           | Julio Masidi, DJ Merco, The Guest                | 2:25                            |                                 |                                 |                                 |                                 |                                 |                                 |
| 2.                              | Obomanga                         | Junior Alaprod                                   | 2:59                            |                                 |                                 |                                 |                                 |                                 |                                 |
| 3.                              | Likolo (feat. Ninho)             | Dany Synthé & Seysey                             | 3:16                            |                                 |                                 |                                 |                                 |                                 |                                 |
| 4.                              | Nairobi                          | Julio Masidi, Starow & Isaac l-vita              | 2:42                            |                                 |                                 |                                 |                                 |                                 |                                 |
| 5.                              | Juste une fois (feat. M. Pokora) | Dany Synthé & Seysey                             | 3:17                            |                                 |                                 |                                 |                                 |                                 |                                 |
| 6.                              | 8ème merveille                   | Seysey                                           | 2:30                            |                                 |                                 |                                 |                                 |                                 |                                 |
| 7.                              | Amore                            | Dany Synthé & Seysey                             | 2:51                            |                                 |                                 |                                 |                                 |                                 |                                 |
| 8.                              | Oza Yanga (feat. Naza)           | Jordan Houyez & Julio Masidi                     | 2:51                            |                                 |                                 |                                 |                                 |                                 |                                 |
| 9.                              | Santé                            | Julio Masidi, Starow, John Makabi & Isaac l-vita | 2:14                            |                                 |                                 |                                 |                                 |                                 |                                 |
| 10.                             | Si tu me laisses t'aimer         | Junior Alaprod                                   | 2:39                            |                                 |                                 |                                 |                                 |                                 |                                 |
| 11.                             | Un coup (feat. Dadju)            | Julio Masidi & the Guest                         | 3:28                            |                                 |                                 |                                 |                                 |                                 |                                 |
| 12.                             | Mon bébé                         | Julio Masidi & Dave Arrow                        | 2:40                            |                                 |                                 |                                 |                                 |                                 |                                 |
| 13.                             | Couleurs                         | Seysey                                           | 3:44                            |                                 |                                 |                                 |                                 |                                 |                                 |
| 14.                             | Madany                           | Julio Masidi & Starow                            | 2:31                            |                                 |                                 |                                 |                                 |                                 |                                 |
| 15.                             | Migrant des rêves                | The Bionix                                       | 2:44                            |                                 |                                 |                                 |                                 |                                 |                                 |
| 16.                             | Animation                        | Fally Ipupa                                      | 3:55                            |                                 |                                 |                                 |                                 |                                 |                                 |
| 47:38                           |                                  |                                                  |                                 |                                 |                                 |                                 |                                 |                                 |                                 |

| Titres bonus - Édition CD de Tokooos II | Titres bonus - Édition CD de Tokooos II | Titres bonus - Édition CD de Tokooos II | Titres bonus - Édition CD de Tokooos II | Titres bonus - Édition CD de Tokooos II | Titres bonus - Édition CD de Tokooos II | Titres bonus - Édition CD de Tokooos II | Titres bonus - Édition CD de Tokooos II | Titres bonus - Édition CD de Tokooos II | Titres bonus - Édition CD de Tokooos II |
| No                                      | Titre                                   | Compositeur(s)                          | Durée                                   |                                         |                                         |                                         |                                         |                                         |                                         |
| --------------------------------------- | --------------------------------------- | --------------------------------------- | --------------------------------------- | --------------------------------------- | --------------------------------------- | --------------------------------------- | --------------------------------------- | --------------------------------------- | --------------------------------------- |
| 17.                                     | Jolie                                   | Noxious                                 | 2:51                                    |                                         |                                         |                                         |                                         |                                         |                                         |
| 18.                                     | Fais ta vie                             | 2 DEF & Sam Heaven                      | 3:11                                    |                                         |                                         |                                         |                                         |                                         |                                         |
| 19.                                     | Oublier                                 | Julio Masidi & Starow                   | 2:10                                    |                                         |                                         |                                         |                                         |                                         |                                         |
| 20.                                     | Ca bouge pas                            | Julio Masidi                            | 2:10                                    |                                         |                                         |                                         |                                         |                                         |                                         |
| 21.                                     | Message                                 | Franco Luambo & DJ Merco                | 2:55                                    |                                         |                                         |                                         |                                         |                                         |                                         |
| 22.                                     | Landa Nga                               | Julio Masidi & Seysey                   | 2:20                                    |                                         |                                         |                                         |                                         |                                         |                                         |
| 63:29                                   |                                         |                                         |                                         |                                         |                                         |                                         |                                         |                                         |                                         |

## Tokooos II Gold
Albums de Fally Ipupa
Tokooos II
(2018)
Singles
1. Nzoto
Sortie : 12 novembre 2021
2. 100
Sortie : 18 février 2022

Tokooos II Gold est une réédition du sixième album studio Tokooos II sorti le 25 février 2022. La réédition contient quinze titres supplémentaires dont les deux singles Nzoto et 100.  Quelques featurings viennent enrichir la réédition avec notamment les rappeurs Niska sur Chérie coco, Leto & Guy2Bezbar sur Sugar Daddy, Youssoupha sur B.A.T et Youssou N'Dour sur le remix de la chanson Migrant des rêves.
| CD1   | CD1                                           | CD1                                            | CD1   | CD1 | CD1 | CD1 | CD1 | CD1 | CD1 |
| No    | Titre                                         | Compositeur(s)                                 | Durée |     |     |     |     |     |     |
| ----- | --------------------------------------------- | ---------------------------------------------- | ----- | --- | --- | --- | --- | --- | --- |
| 1.    | Mwana Nzambe                                  | DJ Merco                                       | 2:45  |     |     |     |     |     |     |
| 2.    | 100                                           | Dany Synthé                                    | 2:38  |     |     |     |     |     |     |
| 3.    | Piqué                                         | Unfazzed                                       | 2:48  |     |     |     |     |     |     |
| 4.    | Chérie coco (featuring Niska)                 | Seysey                                         | 3:27  |     |     |     |     |     |     |
| 5.    | Merci                                         | Steve Yameogo, StillNas, Washy & Yannis Beugré | 3:04  |     |     |     |     |     |     |
| 6.    | Sugar Daddy (featuring Leto & Guy2Bezbar)     | Seysey                                         | 3:07  |     |     |     |     |     |     |
| 7.    | Silence                                       | La miellerie                                   | 3:07  |     |     |     |     |     |     |
| 8.    | Eleki                                         | Nyadjiko                                       | 2:54  |     |     |     |     |     |     |
| 9.    | Best Life                                     | Julio Masidi                                   | 3:05  |     |     |     |     |     |     |
| 10.   | B.A.T (featuring Youssoupha)                  | Julio Masidi                                   | 4:19  |     |     |     |     |     |     |
| 11.   | Là-bas                                        | Dany Synthé                                    | 2:50  |     |     |     |     |     |     |
| 12.   | Changer                                       | Julio Masidi                                   | 2:46  |     |     |     |     |     |     |
| 13.   | Dis-moi                                       | Julio Masidi                                   | 2:55  |     |     |     |     |     |     |
| 14.   | Migrants des rêves (featuring Youssou N'Dour) | Fally Ipupa & The Bionix                       | 2:45  |     |     |     |     |     |     |
| 15.   | Nzoto                                         | Fally Ipupa & Rodrigue Nganga                  | 4:40  |     |     |     |     |     |     |
| 47:25 |                                               |                                                |       |     |     |     |     |     |     |

| CD2   | CD2                                  | CD2                                              | CD2   | CD2 | CD2 | CD2 | CD2 | CD2 | CD2 |
| No    | Titre                                | Compositeur(s)                                   | Durée |     |     |     |     |     |     |
| ----- | ------------------------------------ | ------------------------------------------------ | ----- | --- | --- | --- | --- | --- | --- |
| 1.    | Milolo                               | Julio Masidi, DJ Merco, The Guest                | 2:25  |     |     |     |     |     |     |
| 2.    | Obomanga                             | Junior Alaprod                                   | 2:59  |     |     |     |     |     |     |
| 3.    | Likolo (featuring Ninho)             | Dany Synthé & Seysey                             | 3:16  |     |     |     |     |     |     |
| 4.    | Nairobi                              | Julio Masidi, Starow & Isaac l-vita              | 2:42  |     |     |     |     |     |     |
| 5.    | Juste une fois (featuring M. Pokora) | Dany Synthé & Seysey                             | 3:17  |     |     |     |     |     |     |
| 6.    | 8ème merveille                       | Seysey                                           | 2:30  |     |     |     |     |     |     |
| 7.    | Amore                                | Dany Synthé & Seysey                             | 2:51  |     |     |     |     |     |     |
| 8.    | Oza Yanga (featuring Naza)           | Jordan Houyez & Julio Masidi                     | 2:51  |     |     |     |     |     |     |
| 9.    | Santé                                | Julio Masidi, Starow, John Makabi & Isaac l-vita | 2:14  |     |     |     |     |     |     |
| 10.   | Si tu me laisses t'aimer             | Junior Alaprod                                   | 2:39  |     |     |     |     |     |     |
| 11.   | Un coup (featuring Dadju)            | Julio Masidi & the Guest                         | 3:28  |     |     |     |     |     |     |
| 12.   | Mon bébé                             | Julio Masidi & Dave Arrow                        | 2:40  |     |     |     |     |     |     |
| 13.   | Couleurs                             | Seysey                                           | 3:44  |     |     |     |     |     |     |
| 14.   | Madany                               | Julio Masidi & Starow                            | 2:31  |     |     |     |     |     |     |
| 15.   | Migrant des rêves                    | The Bionix                                       | 2:44  |     |     |     |     |     |     |
| 16.   | Animation                            | Fally Ipupa                                      | 3:55  |     |     |     |     |     |     |
| 17.   | Jolie                                | Noxious                                          | 2:51  |     |     |     |     |     |     |
| 18.   | Fais ta vie                          | 2 DEF & Sam Heaven                               | 3:11  |     |     |     |     |     |     |
| 19.   | Oublier                              | Julio Masidi & Starow                            | 2:10  |     |     |     |     |     |     |
| 20.   | Ca bouge pas                         | Julio Masidi                                     | 2:10  |     |     |     |     |     |     |
| 21.   | Message                              | Franco Luambo & DJ Merco                         | 2:55  |     |     |     |     |     |     |
| 22.   | Landa Nga                            | Julio Masidi & Seysey                            | 2:20  |     |     |     |     |     |     |
| 63:40 |                                      |                                                  |       |     |     |     |     |     |     |

## Réception

### Accueil critique
Par rapport à son premier opus international Tokooos, Fally a introduit beaucoup plus de sonorités congolaises sur ce nouvel album :
- PanAfricanMusic : « Bien évidemment, l’album est guidé par l’amour, un thème cher aux rumbistes et dans lequel Fally Ipupa excelle grâce à une voix qui allie la fragilité à la puissance et qui s’impose avec douceur, à l’image du titre « Amore ». Pour autant, celui qui s’engage dans de nombreuses causes (contre la vente de faux médicaments, les violences faites aux femmes ou encore le recrutement d’enfants soldats… [...] Si la musique de Tokooos II fusionne plusieurs univers, elle garde les lignes directrices qui ont forgé Fally Ipupa. L’album débute avec « Milolo ». Un titre qui symbolise l’héritage de la musique folklorique des peuples Anamongo auquel appartient Fally Ipupa. Et se conclut avec « Animation », un morceau qui devrait ravir les inconditionnels fans de rumba et de sebene (la partie rapide et dansante de la rumba classique) en attendant un prochain projet qui leur sera dédié... »[7].

### Classement hebdomadaire
| Classement (2017)            | Meilleure position |
| ---------------------------- | ------------------ |
| Belgique (Flandre Ultratop)  | 100                |
| Belgique (Wallonie Ultratop) | 58                 |
| France (SNEP)                | 80                 |